# Literární spolek Prešovský
Literární spolek Prešovský (rusky Литературное заведеніе пряшевское, rusínsky Пряшовскый литературный сполок) byl první rusínský literární spolek, který v roce 1850 založil kněz a rusínský buditel Alexander Duchnovič. Úlohou spolku bylo sjednotit rusínskou literárně činnou inteligenci, založit literární časopis, vytvořit tiskárnu s cyrilicí a založit muzeum rusínské kultury. Samotný vznik instituce povolil a podpořil i prešovský biskup Jozef Gaganec.
Členové spolku nebyli pouze rusínští literáti, ale do spolku se přidali také i slovenští a čeští spisovatelé, mezi rusínské členy patřili bratři Viktor a Adolf Dobrjanští, Anton Rubij, Alexandr Pavlovič, Andrej Baluďanský a Nikolaj Noď, mezi slovenské členy patřili Bohuslav Nosák a jeho bratr Bohumil Nosák, Peter Kellner a Jan Andraščík a mezi české členy patřili literární úředníci, kteří kontrolovali činnost spolku. Císařským nařízením byl spolek zrušen, během tří let existence dokázal spolek vydat 12 rusínských knih a také dva další almanachy, Pozdravení od Rusínů na rok 1851 a 1852, učebnici Krátký zeměpis dle Rusínů, katechismus a modlitební sborník Chléb duše neboli náboženské modlitby a písně východních kostelů a pravoslavných křesťanů, vydaný v roce 1851 a stal se nejpopulárnější modlitebnou knihou knihou rusínských věřících. Během existence spolku se nepodařilo vytvořit literární časopis a ani tiskárnu s cyrilicí, ale ve své době byl zařazen k podobným slovanským obrozeneckým organizacím jako byla Matice česká či Matice slovenská a také pomohl k vytvoření dalších rusínských literárních spolků, ty nejznámější jsou Spolek svatého Jana Křtitele a Spolek svatého Vasilije Velikého.

### Související stránky
- Rusínské národní obrození
- Spolek svatého Jana Křtitele
- Spolek svatého Vasilije Velikého
- Alexander Duchnovič